# Université volante
 (juillet 2021).
Si vous disposez d'ouvrages ou d'articles de référence ou si vous connaissez des sites web de qualité traitant du thème abordé ici, merci de compléter l'article en donnant les références utiles à sa vérifiabilité et en les liant à la section « Notes et références ».
L'Université volante (en polonais : Uniwersytet Latający) est une école clandestine pour l’éducation populaire des Polonais, à une période où la Pologne est sous la domination de l’Empire russe. Les cours clandestins avaient lieu dans des appartements privés, chez les élèves ou les professeurs, que l'on changeait régulièrement d'où le surnom de l'institution qui n'avait pas de siège permanent. Cette organisation naît en écho au rattachement du Royaume de Pologne à l'Empire Russe en 1868, la population polonaise est soumise depuis cet événement à de fortes répressions et à une politique de russification du territoire, la langue polonaise devenant interdite à l'enseignement au profit du russe. Malgré ces restrictions l'enseignement du polonais se poursuit en effet de façon clandestine notamment dans la sphère familiale. 
Les professeurs de l'université volante sont d'un très bon niveau : anciens professeurs des universités polonaises fermées par le pouvoir russe, ils sont souvent au chômage et enseignent à l'université volante.
Créée en 1882 par un groupe d'intellectuels polonais de Varsovie et dirigé par Jadwiga Szczawińska-Dawidowa et son mari Jan Władysław Dawid, l'université était d'abord destinés aux femmes polonaises à qui l’accès à l’enseignement supérieur était interdit dans l'empire russe depuis 1863. Les études duraient de cinq à six ans et comprenaient quatre domaines d'études: les sciences sociales, les sciences philologiques et historiques, la pédagogie et les mathématiques et les sciences naturelles. Au cours de la semaine, les étudiants assistaient à 8 à 11 heures de cours. L'histoire a été enseignée par: Władysław Smoleński et Tadeusz Korzon; la littérature par Bronisław Chlebowski, Ignacy Chrzanowski, Piotr Chmielowski et Manfred Kridl; la philosophie par Adam Mahrburg, la sociologie par Ludwik Krzywicki; la biologie par Józef Nusbaum-Hilarowicz. 
En 1905/06, l'Université volante se transforme en Société des Cours Scientifiques (Towarzystwo Kursów Naukowych) et sort de la clandestinité. Après le recouvrement de son indépendance par la Pologne, la Société des Cours Scientifiques se transforme en Université polonaise gratuite (Wolna Wszechnica Polska), en activité jusqu'à nos jours.
On estime que cinq mille femmes ont obtenu leur diplôme de l'université volante au cours des vingt années de son existence. La plus célèbre diplômée de l'Université était la future lauréate du prix Nobel Maria Skłodowska-Curie.
L'Université Volante a été réactivée entre 1977 dans la République populaire de Pologne et réprimée par les autorités. 
Ses activités ont cessé lors de l’instauration de l’état de siège qui a introduit le couvre-feu et la censure, qui avait pour objectif de réprimer le mouvement Solidarność fondé à Dantzig en septembre 1980.

## Conséquences
Beaucoup de femmes accèdent à l'éducation et lors de la restauration de l'indépendance en 1918 les femmes ont le droit de vote ; la Sejm de 1919 voit des femmes élues.